# Kabupaten Timor Tengah Utara
Kabupaten Timor Tengah Utara är ett kabupaten i Indonesien.   Det ligger i provinsen Nusa Tenggara Timur, i den sydöstra delen av landet, 2 000 km öster om huvudstaden Jakarta. Antalet invånare är 229 803.